# Talisay (Cebu)
Talisay é um cidade de  terceira classe de renda da cidade (d) na província Cebu, nas Filipinas. De acordo com o censo de 1 de maio  de  2020 possui uma população de 263 048 pessoas e 63 066 domicílios.